# Spike (album d'Agata)
Pour les articles homonymes, voir Spike.
Spike est un album solo de Ichirou Agata, le guitariste du groupe japonais Melt-Banana, sorti le 25 mai 2004 sur Tzadik Records, le label de John Zorn.
L'album se compose essentiellement de solos de guitare et de divers effets sonores. grâce auxquels il obtient des sonorités très éloignés de celles habituellement produites par une guitare électrique. Il s'agit davantage d'une succession de paysages sonores variés que de véritables chansons ; les pistes sont dans l'ensemble très brèves et bruitistes

## Pistes
1. Stealth – 0:31
2. Ice Driver – 1:02
3. Splinter - 0:16
4. Animal Instinct – 0:25
5. Frontside Boardslide Shovit Out – 0:18
6. Pinger – 0:45
7. Armillary Sphere – 1:22
8. Ecco Feedback – 1:48
9. Bungy – 1:15
10. Rescued To Be Shot And Killed – 0:30
11. Tailgrab – 0:46
12. 38915 Bubbles – 1:01
13. Team Pocket Pickering – 1:18
14. Starfish – 2:39
15. Cable Has No Name – 1:59
16. Vertigo (Recti-Head) – 1:17
17. Switch Life – 1:01
18. Twilight Sinking – 4:24
19. Invaded – 0:22
20. Nollie Crooked Grind – 0:30
21. Piezo Sparker – 0:50
22. Bone Puzzle – 0:52
23. Nyazilla – 1:39
24. Inokashira Zoo – 3:04
25. Air Nozzles And Echoes Reset Live – 10:05